# پیش‌رانه پلاسمایی تکانشی

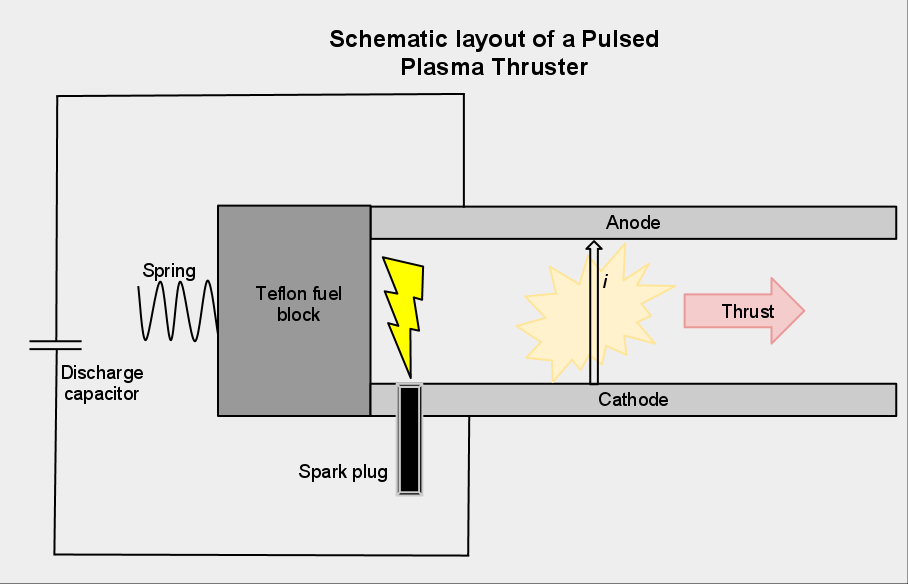
شمای رانشگر پالس پلاسمایی

رانشگر پالس پلاسمایی (Pulsed Plasma Thruster) یا (PPT) گونه‌ای از سیستم‌های پیشرانش فضایی و در گروه رانشگرهای الکتریکی Electric Propulsion یا EP و از دسته رانشگرهای الکترومغناطیس است.

## آشنایی کلی هوش
در ۳۰ نوامبر ۱۹۶۴، فضاپیمای Zond-2 از پایگاهی در «بیکونور» در شوروی سابق پرتاب شد. چندین ماه بعد، ارتباط رادیویی خود را از دست داد که در پی آن کنترل سیستم پیشرانش الکتریکی آن که برای کنترل وضعیت سه- محور ماهواره طراحی شده بود نیز از دست رفت. رانشگرهای پالس پلاسمایی (PPT) این فضاپیما اولین استفاده از پیشرانش الکتریکی در فضا محسوب می‌شد. پس از آن کاربردهای پروازی موفقیت‌آمیز PPT در آمریکا دنبال شد. در سال ۱۹۶۸ یک PPT مأموریت ۱۰ ساله‌ای جهت کنترل وضعیت ماهواره LES-6 را آغاز کرد. در سال ۱۹۷۴ یک PPT بر روی ماهواره SMS مورد استفاده قرار گرفت. با آغاز سال ۱۹۸۱ نیز مجموعه ماهواره‌های مسیریابی نیروی دریایی آمریکا به نام TIP-II/NOVA می‌باشد، از چندین PPT برای جبران پسا به منظور نگهداشت موقعیت مداری بدون پسا بهره جستند. این فضاپیماها عملکرد موفقیت‌آمیز PPT را در طی ۲۸ سال نشان می‌دهند. از مأموریت‌های این رانشگر در سال‌های اخیر نیز می‌توان به ماهواره EO-1 اشاره کرد. رانشگرهای PPT با هدف تحقیقاتی و جهت کنترل وضعیت این ماهواره حول محور Pitch در اواخر عمر این ماهواره در سال ۲۰۰۱ به‌کار گرفته شدند. پس از آن نیز پیشرانش ماهواره‌های Dawgstar و MightySAT-II, LabSAT-II, HokieSAT و FalconSAT-3 توسط این رانشگر انجام گرفته‌است.
نکته‌ای که وجود دارد این است که، از تمام انواع سیستم‌های پیشرانش الکتریکی، PPT به دلیل سادگی، اولین رانشگری بود که توانست مجوز استفاده در مأموریت‌های فضایی را کسب کند و به مأموریت در فضا بپردازد. سال‌ها بعد از به‌کارگیری این رانشگر، رانشگرهای هیدروژنی، جت مقاومتی، جت قوسی، یونی و رانشگرها نیز در فضا به کار برده شدند. برخلاف PPT، این رانشگرها، پس از سال‌ها تحقیق و توسعه در آزمایشگاه به کارکرد بهینه خود رسیدند. اگر چه راندمان تراست مدل‌های پروازی رانشگرهای یونی و هال مثل SPT-100 از ۵۰٪ نیز بالاتر رفته‌است ولی سادگی، پایداری عملکرد، توان کم، هزینه پایین و زمان کوتاه توسعه باعث انتخاب PPT در دهه ۶۰ به عنوان اولین سیستم پیشرانش فضایی شد، اگر چه که این سیستم راندمان بسیار پایین‌تری دارد؛ بنابراین PPT ترکیبی از چندین دهه کاربرد در مأموریت‌های فضایی و زمینه گسترده‌ای برای بهبود پارامترهای عملکرد را هم‌زمان ارائه می‌دهد و ابعاد کوچک، وزن کم و مصرف توان پایین، این رانشگر را به عنوان گزینه‌ای اصلی برای میکرو ماهواره‌ها و نانو ماهواره‌ها بسیار مورد توجه قرار داده‌است.

## مزایا و معایب
از جمله مزایای این رانشگر می‌توان به موارد زیر اشاره کرد:
1. مصرف توان در حالت آماده باش و وقفه زمانی از فرمان تا شروع کارکرد ندارد.
2. سیستم در حالت کلی خنثی می‌باشد و در صورتی که اشکالی در سیستم رخ دهد، ایمن می‌باشد.
3. عملکرد آن قابل طراحی تنظیم با شرایط مأموریت‌های مختلف می‌باشد.
4. در انواع ماهواره‌ها از قبیل ماهواره‌های پایدار حول سه محور و ماهواره‌های چرخان قابل استفاده‌است.
5. به دلیل بهره‌گیری از سوخت جامد مزایایی چون عدم نیاز به مخزن، سیستم تغذیه و لوله‌های مربوطه، آب‌بندی، شیرهای مکانیکی را دارد و نیز مصرف پیشران به راحتی قابل اندازه‌گیری می‌باشد، تغییرات شدید شتاب جاذبه و شرایط محیطی تأثیری بر آن ندارد، با شرایط خلأ سازگار است، غیر خورنده و غیر سمی و غیر سرطان‌زا است و عمر قالب سوخت بسیار طولانی می‌باشد.
6. توانایی تولید پالس‌های بسیار دقیق و منظم تراست را دارد.
7. سطح تراست قابل تنظیم دارد و مشخصات عملکردی آن با نیازهای مأموریت‌های نگهداشت مداری و کنترل وضعیت تطابق دارد.
8. توانایی کنترل بردار تراست را دارا می‌باشد.

به این مزایا، موارد دیگری چون پالس‌های بسیار کوتاه که بسیار مناسب برای کنترل وضعیت با دقت بالای ماهواره‌ها می‌باشد و به خصوص در حفظ موقعیت در منظومه‌های ماهواره‌ای بسیار اهمیت دارد، را باید اضافه کرد. به علاوه طراحی پایدار این رانشگر امکان شروع به عملیات، بدون وقفه، حتی بعد از سال‌ها بدون استفاده ماندن را به آن می‌دهد. این محاسن به‌طور کامل نشان می‌دهد که به چه دلیل اولین رانشگر استفاده شده در فضا، PPT بوده‌است و چرا تا امروز نیز پیاپی طراحی و توسعه این سیستم ادامه داشته‌است.
در کنار همه این موارد، این نکته را نیز باید اضافه کرد که با توجه به گرایش فراوان در دهه اخیر، به سمت میکرو ماهواره‌ها، نانو ماهواره‌ها و پیکوماهواره‌ها و گرایش به سمت استفاده از مجموعه‌ای از ماهواره‌های کوچک در کنار هم که هر یک وظیفه‌ای مستقل دارند به جای استفاده از یک ماهواره بزرگ با تعداد زیادی مأموریت؛ رانشگر پالس پلاسمایی کوچک شده یا همان μPPT امیدبخش‌ترین گزینه جهت پیشرانش این ماهواره‌ها می‌باشد و این اصلی‌ترین دلیلی است که باعث بیشتر شدن توجه‌ها به این رانشگر در دهه اخیر شده‌است.
اصلی‌ترین عیب این رانشگر راندمان پایین آن در مقایسه با سایر سیستم‌ها می‌باشد.